# 纯真奇迹100%
《纯真奇迹100%》是秋★枝創作的日本漫畫。2007年開始在芳文社漫畫雜誌《COMIC YELL!》連載，雜誌休刊後轉移至《Manga Time Kirara Forward》，2010年發表最終回。主要描述一個夢想以歌手身分出道的少女木村彩乃加入剛從大型娛樂公司分拆出來的藝能事務所「Office T」後的故事。2009年推出廣播劇CD。

## 登場人物
木村彩乃（聲：佐藤利奈）
一個夢想以歌手身分出道的少女，高中輟學，獨自搬到東京。她在街頭表演時被工藤發現，以歌手身份首次亮相。藝名「沐春」。
奧村莉紗（聲：加藤英美里）
以寫真偶像為目標的少女。
高杉千鶴子（聲：生天目仁美）
藝能事務所「Office T」社長。
工藤宣幸（聲：千葉進歩）
星探。以前在總公司工作時，被指派為末澤的下屬。
武市健三郎（聲：野島裕史）
製作人。以前和高杉交往過。
二宮拓己
製作人。
吉田裕子（聲：高本惠）
事務所員工。
大村溫子（聲：瀧田樹里）
事務所員工。
末澤茜
高杉在總公司時期的合夥人。
平田佳奈
奧村莉紗的同學。木村彩乃粉絲。
DJ　聲：渕崎有里子
於廣播劇CD登場。

## 出版書籍
| 冊數 | 芳文社         | 芳文社                 |
| 冊數 | 發售日期       | ISBN                   |
| ---- | -------------- | ---------------------- |
| 1    | 2008年7月28日  | ISBN 978-4-8322-7720-5 |
| 2    | 2009年5月12日  | ISBN 978-4-8322-7805-9 |
| 3    | 2009年12月12日 | ISBN 978-4-8322-7868-4 |
| 4    | 2010年6月11日  | ISBN 978-4-8322-7917-9 |
| 5    | 2010年12月11日 | ISBN 978-4-8322-7967-4 |

## 廣播劇CD
2009年5月27日發售廣播劇CD。